# Richard Berger (Heimatforscher)
Richard Berger (* 3. August 1900 in Leipzig; † 30. Juni 1948 im Speziallager Nr. 1 Mühlberg) war ein deutscher Heimatforscher für das Erzgebirgsdorf Breitenbrunn.

## Leben
Berger studierte am Königlichen Lehrerseminar in Borna bei Leipzig. Nach erfolgreichem Studium wurde er 1924 als Lehrer an der Volksschule Breitenbrunn eingesetzt. Berger war von 1925 bis 1933 erster Vorsitzender des Erzgebirgszweigvereins Breitenbrunn. 1921 gründete er die Sparte Ski im Arbeiter-Turn- und Sportbund „Vorwärts“ Breitenbrunn. Von 1925 bis 1939 leitete er die Abteilung Ski innerhalb des 1923 gegründeten bürgerlichen Deutschen Turnvereins Breitenbrunn, der 1934 im Deutschen Reichsbund für Leibesübungen aufging. 1933 wurde Berger zum Gauschneelaufwart ernannt, einer leitenden Position im Gau Westerzgebirge des Deutschen Turnvereins. Zum 1. Mai 1933 war er der NSDAP beigetreten (Mitgliedsnummer 3.544.290). 1937 referierte er auf dem Mitgliederappell der NSDAP in Breitenbrunn zum Thema „Deutscher Osten – Deutsches Schicksalsland in Vergangenheit und Zukunft“. Im folgenden Jahr hielt er als Parteigenosse heimatkundliche Vorträge in den um Breitenbrunn in der Sommerzeit aufgeschlagenen Hitlerjugend-Lagern.

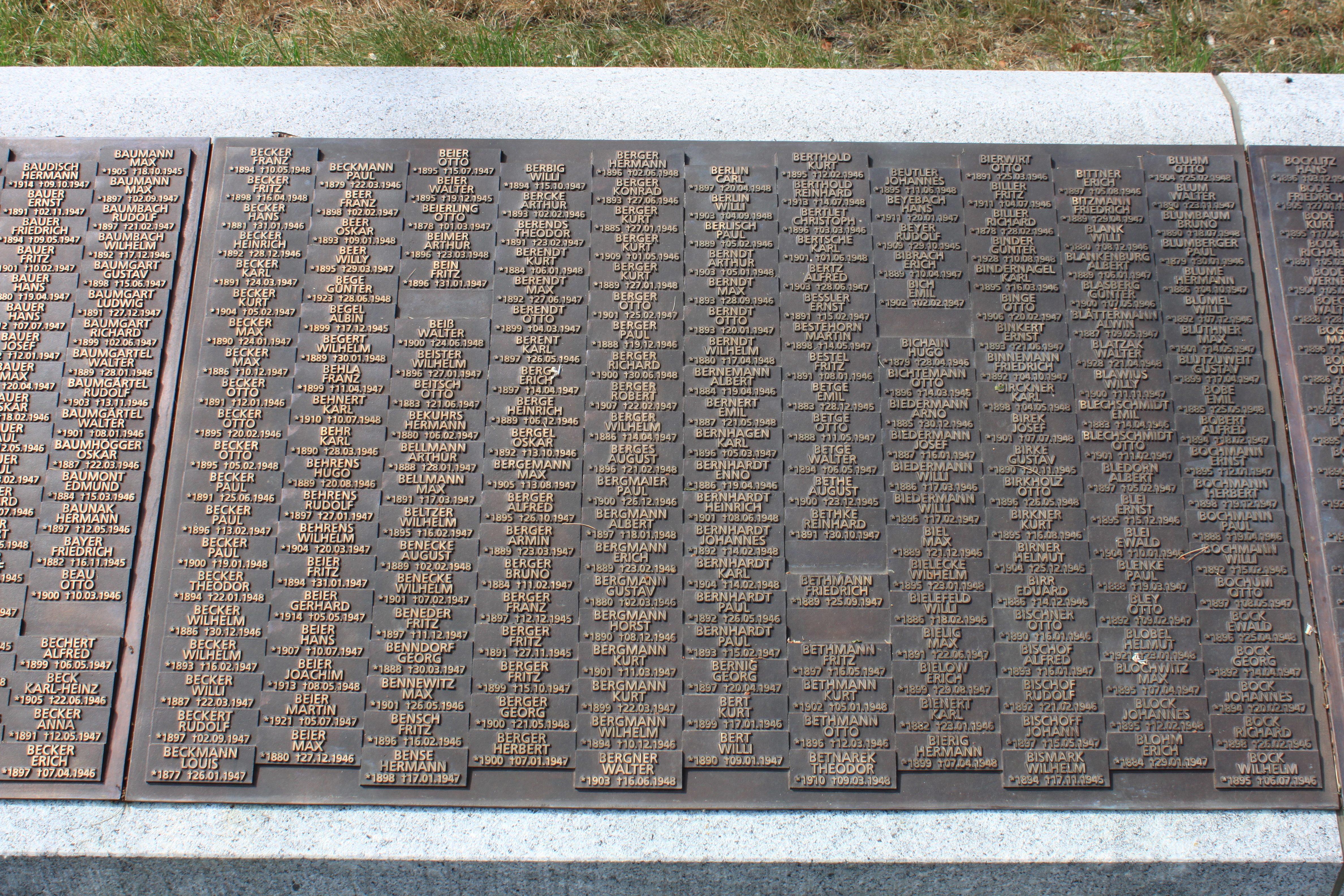
Zweite der 32 Tafeln mit den Namen der Opfer des Speziallagers Mühlberg. Richard Berger in der 5. Reihe, Feld 8.

Berger verfasste heimatgeschichtliche Beiträge über Breitenbrunn und Umgebung. In seinen Forschungen arbeitete er mit Hans Siegert, Siegfried Sieber und Walter Fröbe zusammen. Seine Beiträge zur Lokalgeschichte wurden auch nach seinem Tode in der Fachpresse rezipiert. Bergers Geschichte der ehemaligen Papiermühle Breitenbrunn wurde 2003 in die Internationale Bibliographie zur Papiergeschichte des Deutschen Buch- und Schriftmuseums in Leipzig aufgenommen.
Im Zweiten Weltkrieg schrieb Richard Berger Heimatbriefe an Wehrmachtsoldaten an der Front. Nach dem Krieg wurde er ohne Angabe eines Grundes am 12. September 1945 verhaftet und vom Schloss Schwarzenberg aus ins Speziallager Nr. 4 Bautzen und von dort am 9. Oktober 1945 ins Speziallager Nr. 1 Mühlberg gebracht. Nach dreijähriger Lagerhaft verstarb Richard Berger am 30. Juni 1948 im Alter von 47 Jahren an Lungen-Tbc. 1995 wurde er von der Militärhauptstaatsanwaltschaft Moskau als tot und als unschuldig inhaftiert erklärt.

## Schriften (Auswahl)
- Die Geschichte der ehemaligen Breitenbrunner Papiermühle. In: Unsere Heimat, Schwarzenberg, Band 3, 1926, Nr. 1/2, S. 1–5 OCLC 723986551
- Erzgebirgische Hammerwerke. (IV. Breitenbach-Wittigsthal). In: Heimatblätter. Beilage des Erzgebirgischen Volksfreundes Jg. 2, v. 2. Mai 1926
- Verschwindende und verschwundene Forstortsnamen der Staatswaldungen um Breitenbrunn: ein Beitrag zur Flurnamenforschung, Beilage des Erzgebirgischen Volksfreundes. Jg. 3, 1927, Nr. 9. OCLC 315742841
- Abgaben und Dienste der Ortschaften Breitenbrunn und Bockau um das Jahr 1550. In: Auf des Erzgebirgs Höhen. Blätter für Heimatforschung, 1927
- Erinnerungen aus dem Bergwalddorfe Breitenbrunn, gesammelt u. bearb. Richard Berger, Erzgebirgische Heimatkunde, Heft 14, Schwarzenberg 1930, 46 S. OCLC 72424047
- Mit Horst Henschel: Die grosse Flut im Steinbachtal und bei Breitenhof im Schwarzwassertal am 6. Juli 1931, hrsg. vom Erzgebirgszweigverein Breitenbrunn, Erzgebirgische Heimatkunde H. 18, Breitenbrunn 1931, 18 S., mit Abb. OCLC 72424048
- Geschichtliches aus der Gemeinde Breitenhof. In: Heimatblätter. Beilage des Erzgebirgischen Volksfreundes, Aue, Nr. 4/1935
- Gevatter Tod in der Bergwaldgemeinde Breitenbrunn, Beilage des Erzgebirgischen Volksfreundes, 1935